# Mauricio Reggiardo
Mauricio Horacio Reggiardo (Bragado, 22 febbraio 1970) è un ex rugbista a 15 e allenatore di rugby a 15 argentino, da giocatore pilone e, dal 2019, allenatore del Castres.

## Biografia
Proveniente dal Pueyrredón Rugby Club di Mar del Plata, Reggiardo esordì nel campionato di Buenos Aires e provincia con la maglia del Club Atlético de San Isidro, società nella quale rimase fino al 1996, anno sia di esordio internazionale che di passaggio al professionismo; giunse allora, infatti, il debutto con i Pumas, nel giugno 1996 contro l'Uruguay e, due mesi più tardi, in agosto, l'arrivo al club francese del Castres, in cui Reggiardo militò per 9 stagioni consecutive.
Nelle sue stagioni al Castres Reggiardo giunse con il club per due volte alla finale di European Challenge Cup; in Nazionale, fu invece convocato sia per la Coppa del Mondo di rugby 1999 in Galles (5 incontri, Argentina ai quarti di finale) che per quella del 2003 in Australia (3 incontri); il suo ultimo atto internazionale avvenne circa due anni dopo la Coppa del Mondo, a Cardiff in un test match contro i British Lions.
Nel 2006 trascorse una stagione, la sua ultima da giocatore, nel club di Mazamet, in terza divisione nazionale (Fédérale 1); un anno più tardi assunse la direzione dello stesso club e, nella primavera del 2007, tornò a Castres come tecnico.
A fine 2008 fu offerto a Reggiardo un incarico nello staff tecnico della federazione argentina ed egli, pur legato a Castres, accettò; dapprima assistente del C.T. della Nazionale maggiore Santiago Phelan durante il tour invernale del 2008, ha ricoperto il ruolo di commissario tecnico della Nazionale A, i Jaguares e direttore di uno dei cinque centri federali di allenamento; dal 2012 è tornato a ricoprire l'incarico di assistente allenatore dei Pumas in coppia con Fabián Turnes, ancora con Santiago Phelan C.T..

## Palmarès
- Campionati sudamericani: 1
Argentina: 1995
- Coppe di Francia: 1
Castres: 2003